# 제르수 페르난드스
제르수 페르난드스(포르투갈어: Gerso Fernandes, 1991년 2월 23일 ~ )는 기니비사우의 축구 선수로 현재 대한민국 K리그2의 인천 유나이티드에서 윙어로 뛰고 있으며 기니비사우와 포르투갈, 미국 삼중 국적 보유자이다.

## 수상

### 클럽
이스토릴 프라이아
- 세군다리가 : 우승 (2011-12)

 스포팅 캔자스시티
- US 오픈컵 : 우승 (2017)
- MLS컵 : 4강 (2018)
- CONCACAF 챔피언스리그 : 4강 (2019)

 제주 유나이티드
- K리그1 : 4위 (2021)